# Дерло (річка)
Дерло́ — річка в Україні, в межах Мурованокуриловецького (частково), Шаргородському та Могилів-Подільського районів Вінницької області. Ліва притока Дністра (басейн Чорного моря). 

## Опис
Довжина 45 км, площа водозбірного басейну 224,4 км². Похил річки 5,3 м/км. Долина V-подібна, завширшки 1,5—2,5 км (подекуди звужується до 1 км), завглибшки від 20—30 м до 80—100 м. Заплава двостороння, завширшки до 100 м. Річище слабозвивисте, завширшки від 2 до 12 м, є перекати. Використовується на сільськогосподарські потреби, водопостачання.

## Розташування
Дерло бере початок з джерела на схід від села Степанки. Тече на південь, у пониззі — на південний захід. Впадає до Дністра в місті Могилів-Подільський.

## Притоки
- Устриця - ліва притока;
- Тропова - ліва притока;
- Річка без назви - ліва притока. Бере  початок на південному сході від Тропового. Тече переважно на південний захід і у селі Сліди впадає у річку Дерло за 22 кілометри від її гирла. Довжина річки 5,6 км, площа басейну - 18,5 км².

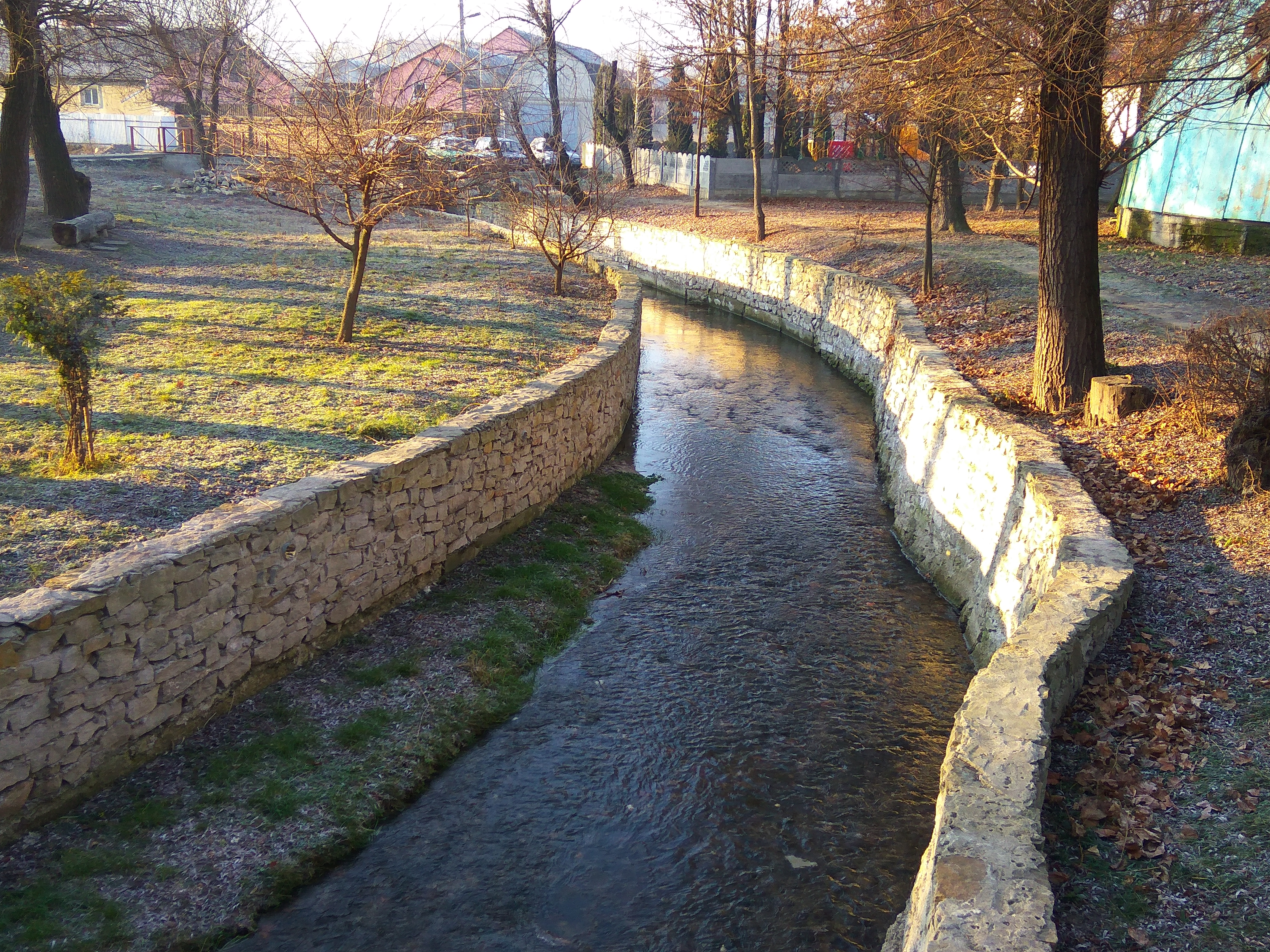
Річка Дерло у Центральному парку культури і відпочинку м. Могилева-Подільського
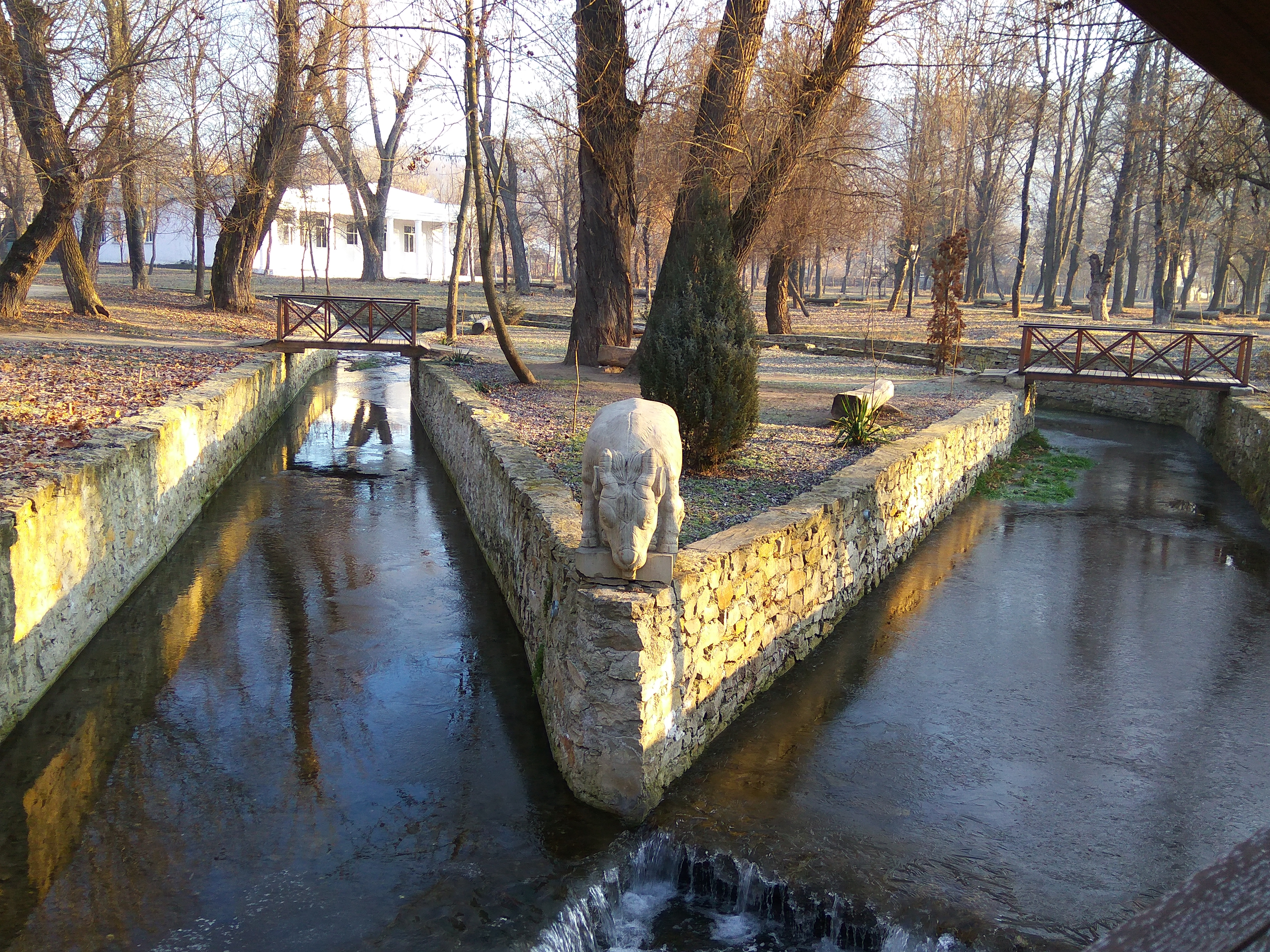
Острів на річці у парку
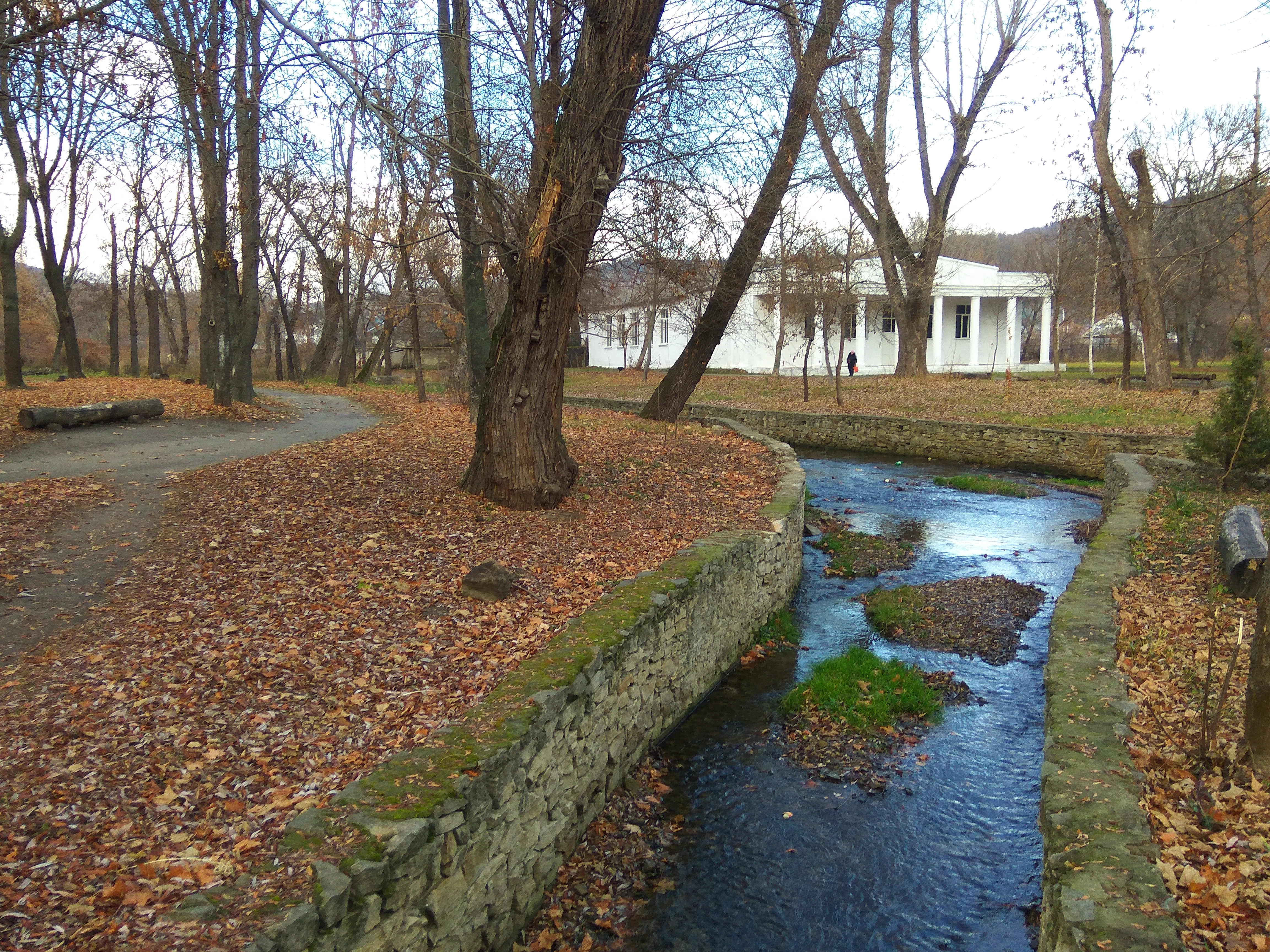
Малі острівці на річці у парку